# La Double Vie de Jeanne
Pour les articles homonymes, voir Double vie.

La Double Vie de Jeanne est un téléfilm français réalisé en 2000 par Henri Helman.

## Synopsis
Dans son taxi parisien, Jeanne Malaterre a depuis longtemps pris l'habitude de noter les confidences de ses clients. Entre deux courses, elle rédige, à partir de cette matière première, son premier roman intitulé La Malamour. Le soir venu, harassée par ses longues journées de labeur routier, elle retrouve son mari Bernard, menuisier bourru et un peu macho, et ses trois enfants : Sandra, adolescente instable, Alex, son frère jumeau apeuré par l'idée de grandir, et le petit Thomas. Un matin, Jeanne achève sa prose et décide de la déposer, sous le nom de Marguerite de Valois, chez l'éditeur Étienne Dorval. Quelques semaines plus tard, La Malamour devient un best-seller. Étienne Dorval et la France entière cherchent désespérément l'auteur de cette œuvre…

## Fiche technique
- Titre : La Double Vie de Jeanne
- Réalisation : Henri Helman
- Scénario : Lorraine Lévy
- Diffusions :
  - le 21 août 2000 sur TF1
  - rediffusions sur TMC (en 2004-2005), Paris Première (en 2005-2006), Direct 8 (en 2007-2008) et NRJ 12 (en 2008-2009)

## Distribution
- Catherine Jacob : Jeanne Malaterre
- Christian Charmetant : Bernard Malaterre
- Micheline Presle : Mamina
- Bernard Yerlès : Étienne Dorval
- Virginie Lanoue : Sandra
- Rudi Rosenberg : Alex
- Christine Citti : Didou
- Stéphane Guillon : Sylvain
- Olivia Brunaux : la golden girl
- Adrien François : Thomas
- Volodia Serre : Olivier
- Laura Préjean : la standardiste
- Alain Sachs : Toni Nojales
- Pascal Salaün : le speaker à la télévision